# Karlis Ozols
Kārlis Ozols (Riga, 9 d'agost de 1912 – 23 de març de 2001, Austràlia) fou un jugador d'escacs letó, nacionalitzat australià.

## Resultats destacats en competició
Ozols va representar Letònia, al vuitè tauler (+7 -1 =7) a la III Olimpíada d'escacs no oficial, a Múnic 1936, on hi obtingué una medalla de bronze per la seva actuació individual. També participà, al quart tauler (+2 -5 =3) a la VII Olimpíada a Estocolm 1937.
El 1937, empatà als llocs 17è-18è al fort torneig de Kemeri (el torneig el guanyaren ex aequo Salo Flohr, Vladimirs Petrovs i Samuel Reshevsky. El 1939, fou 16è a Kemeri-Riga (el campió fou Flohr). El 1941, fou 8è al Campionat d'escacs de Letònia a Riga (era el 1r campionat de la República Socialista Soviètica de Letònia, després de l'annexió del país pels soviètics el 1940); el campió fou Alexander Koblencs). El 1944, va guanyar el campionat de Riga. La primavera del 1945, va abandonar Riga per mar tot just abans de l'arribada de les forces soviètiques, i va desembarcar a l'Alemanya occidental, lloc on va estar-s'hi diversos anys en alguns camps de persones desplaçades. Igualment com varen fer altres desplaçats bàltics després de la II Guerra Mundial, va participar en alguns petits torneigs internacionals, inclòs el Memorial Matisons a Hanau (prop de Frankfurt) el 1947, que fou guanyat pel seu compatriota Lūcijs Endzelīns, per davant d'Elmārs Zemgalis, Iefim Bogoliúbov i Hönlinger. Ozols hi fou cinquè.
Ozols va emigrar a Austràlia el 1949. Allà hi guanyà el Campionat de Victòria nou cops, i fou campió australià (ex aequo) el 1956. El 1972 obtingué el títol de Mestre Internacional d'escacs per correspondència.

## Possible criminal de guerra
Ozols fou acusat de prendre part en atrocitats durant la II Guerra Mundial, i de l'assassinat massiu de jueus, però mai va ser perseguit per aquests fets.